# Albești (Mureș)
Albești (in ungherese Fehéregyháza, in tedesco Weissenkirch) è un comune della Romania di 5696 abitanti, ubicato nel distretto di Mureș, nella regione storica della Transilvania. 
Il comune è formato dall'unione di 9 villaggi: Albești, Bârlibășoaia, Boiu, Jacu, Șapartoc, Țopa, Valea Albeștiului, Valea Dăii, Valea Șapartocului.